# Liste der Gerichte in Trentino-Südtirol
Die Liste der Gerichte in Trentino-Südtirol dient der Aufnahme der staatlichen italienischen Gerichte der ordentlichen und besonderen Gerichtsbarkeit in der autonomen Region Trentino-Südtirol. Im Allgemeinen sind bis auf Weiteres nur Gerichtsorte angegeben.

## Ordentliche Gerichtsbarkeit
| Appellationsgerichte („Oberlandesgerichte“) | Untergeordnete (Landes-)Gerichte | Friedensgerichte                                                                           |
| ------------------------------------------- | -------------------------------- | ------------------------------------------------------------------------------------------ |
| Trient                                      | Rovereto                         | Riva del Garda, Rovereto                                                                   |
| Trient                                      | Trient                           | Borgo Valsugana, Cavalese, Cles, Mezzolombardo, Pergine Valsugana, Tione di Trento, Trient |
| Trient                                      | Jugendgericht Trient             |                                                                                            |
| Trient                                      | Überwachungsgericht Trient       | (Überwachungsstelle Trient)                                                                |
| Trient, Außenstelle Bozen                   | Landesgericht Bozen              | Bozen, Brixen, Bruneck, Meran, Neumarkt, Schlanders, Sterzing                              |
| Trient, Außenstelle Bozen                   | Jugendgericht Bozen              |                                                                                            |
| Trient, Außenstelle Bozen                   | Überwachungsgericht Bozen        | (Überwachungsstelle Bozen)                                                                 |

Bei den Appellationsgerichten (Corte d’appello), in Trentino-Südtirol „Oberlandesgerichte“ genannt, werden Schwurgerichte zweiter Instanz eingerichtet, bei den unteren Gerichten Schwurgerichte. Bei den Appellationsgerichten  gibt es Generalstaatsanwaltschaften, bei den unteren Gerichten und Jugendgerichten Staatsanwaltschaften.
Beim Appellationsgerichten Trient und der Außenstelle Bozen und bei den unteren Gerichten Bozen und Trient bestehen Kammern für Unternehmens-, Urheberrechts- oder Handelssachen.

## Besondere Gerichte
- Regionale Verwaltungsgerichte (TAR) in Bozen und Trient.
- Regionale Steuerkommissionen (Finanzgerichte) in Bozen und Trient.
  - Zwei nachgeordnete Provinz-Steuerkommissionen in Bozen und Trient.
- Das Gericht für öffentliche Gewässer in Venedig ist auch für die Region Trentino-Südtirol zuständig.
- Außenstellen des Nationalen Rechnungshofes in Trient und Bozen (haben den Status von Gerichten).
- Das Militärgericht in Verona ist auch für die Region Trentino-Südtirol zuständig.
- Aufgaben der Verfassungsgerichtsbarkeit übernimmt das Verfassungsgericht in Rom.